# Koen Van Rooy
Koen Van Rooy (Turnhout, 16 februari 1963) was profwielrenner van 1986 tot en met 1991. 

## Belangrijkste overwinningen
1991
- Nokere Koerse

## Resultaten in voornaamste wedstrijden
| Jaar | Gent-Wevelgem | Ronde van Vlaanderen | Parijs-Roubaix |
| ---- | ------------- | -------------------- | -------------- |
| 1986 | 43e           |                      |                |
| 1987 |               |                      |                |
| 1988 |               | 73e                  | 69e            |